# Mille Dinesen
Pour les articles homonymes, voir Dinesen.
Mille Dinesen est une actrice danoise, née le 17 mars 1974 à  Copenhague.
Elle est surtout connue pour avoir tenu le rôle-titre de la série Rita.

## Biographie
Née le 17 mars 1974 à  Copenhague, Mille Dinesen étudie en 2004 à l'École nationale de théâtre.
En 2005, elle connaît un premier succès important avec le rôle-titre du film Nynne (en), qu'elle reprend l'année suivante dans une série homonyme (da).
En 2010, elle incarne Irene Flinth dans le film pour enfants Min søsters børn vælter Nordjylland (da), rôle qu'elle reprend dans les deux suites en 2012 et 2013.
En 2011, elle participe aux séries danoises à succès Traque en série et Borgen.
À partir de 2012, elle incarne durant cinq saisons le personnage principal de la série Rita. Ce rôle lui vaut notamment un prix au Festival de télévision de Monte-Carlo en 2012.
En 2016, elle participe à l'émission Vild med dans, version danoise de Strictly Come Dancing, où elle arrive en finale.

### Vie personnelle
De 1993 à 2005, Mille Dinesen est mariée avec le saxophoniste de jazz Jakob Dinesen (de). Elle est ensuite en couple avec Thomas Busch, avec qui elle échoue pendant longtemps à avoir un enfant[non pertinent] avant de donner naissance à leur fils, Eddie, le 17 août 2018.

## Filmographie
Sauf indication contraire, les informations mentionnées dans cette section peuvent être confirmées par les bases de données cinématographiques IMDb et Allociné,  présentes dans la section « Liens externes ».

### Cinéma
- 2005 : Nynne (en) de Jonas Elmer : Nynne Larsen
- 2006 : Clash of Egos (en) (Sprængfarlig bombe) de Tomas Villum Jensen (da) : Pernille Jepsen
- 2009 : Tempête, mon chien (Storm) de Giacomo Campeotto (da) : Sofie
- 2009 : Simon & Malou (da) de Theis Mølstrøm Christensen : Søs
- 2010 : Min søsters børn vælter Nordjylland (da) de Martin Miehe-Renard (da) : Irene Flinth
- 2012 : Min søsters børn alene hjemme (da) de Martin Miehe-Renard (da) : Irene Flinth
- 2013 : Un safari en folie ! (Min søsters børn i Afrika) de Martin Miehe-Renard (da) : Irene Flinth
- 2015 : What We Become (en) (Sorgenfri) de Bo Mikkelsen : Pernille

### Télévision
- 2006 : Nynne (da) (série télévisée) : Nynne Larsen
- 2011 : Traque en série (série télévisée), épisode Dødens kabale : Signe
- 2011 : Borgen, une femme au pouvoir (série télévisée), 6 épisodes : Cecilie Toft
- 2012-2020 : Rita (série télévisée) : Rita Madsen

### Doublage
- 2008 : Kung Fu Panda : Maître Tigresse (version danoise)

## Distinctions
Sauf indication contraire, les informations mentionnées dans cette section peuvent être confirmées par la base de données cinématographiques IMDb,  présente dans la section « Liens externes ».

### Récompenses
- Festival de télévision de Monte-Carlo 2012 : Nymphe d'or de la meilleure actrice dans une série dramatique pour Rita
- Zulu Awards (da) 2014 : Zulu de la meilleure actrice pour Rita
- Ove Sprogøe Prisen 2020[5]

### Nominations
- Festival de télévision de Monte-Carlo 2007 : Nymphe d'or de la meilleure actrice dans une série comique pour Nynne (da)
- Zulu Awards (da) 2010 : Zulu de la meilleure actrice dans un second rôle pour Simon & Malou (da)
- Roberts 2013 : Robert de la meilleure actrice dans une série télévisée pour Rita
- Festival de télévision de Monte-Carlo 2014 : Nymphe d'or de la meilleure actrice dans une série dramatique pour Rita
- Roberts 2014 : Robert de la meilleure actrice dans une série télévisée pour Rita
- Roberts 2016 : Robert de la meilleure actrice dans une série télévisée pour Rita
- Roberts 2018 : Robert de la meilleure actrice dans une série télévisée pour Rita